# Franka
Franka (tot 1975 Het misdaadmuseum) is een Nederlandse stripreeks bedacht door Henk Kuijpers. Deze reeks gaat over het gelijknamige personage, een jonge, roodharige knappe vrouw die in avonturen verwikkeld raakt. In de eerste albums gebeurt dit soms per toeval en soms zoekt ze het gevaar op. In de latere albums is ze privédetective.
Hoewel het een Nederlandse strip is, leunt Franka qua tekenstijl sterk aan bij de Franco-Belgische strip. De serie is getekend in een strakke doch vlotte stijl, met aandacht voor details en enscenering die lijkt op de Klare lijn. In 1990 kreeg bedenker, Kuijpers, de stripschapprijs voor de hele serie. De strips zijn vertaald in het Frans, Duits, Spaans, Zweeds, Noors, Galicisch, Catalaans en Chinees.

## Inhoud
Franka begint haar carrière als secretaresse in Het Misdaadmuseum, maar vanaf De Dertiende Letter (deel 13) heeft ze haar eigen detectivebureau: Franka Onderzoek. Haar hondje Bars is vanaf deel 3 haar trouwe metgezel. Vanaf deel 14, Het Portugese Goudschip, tot deel 19, Het zwaard van Iskander, heeft ze een vriend: meesterdief Rix. Een van haar vriendinnen is Laura Lava, een succesvolle modeontwerpster.
Franka is niet op een bestaand persoon geïnspireerd. De bedenker heeft zich door de strips van André Franquin laten inspireren, maar wilde wel een totaal ander persoon en setting. De hoofdpersoon werd een vrouw die alles in zich heeft van de klassieke onverschrokken mannelijke held. Franka is eigengereid en zelfstandig. In de loop van de serie duiken ook steeds vrouwelijke bijfiguren op. Dit geldt zowel voor haar medestanders als haar tegenstanders. Het eerste album is ze nog de jonge secretaresse naast de klunzige Misdaadmuseum-medewerker Jarko Jansen. De eerste albums bevatten meer slapstick, zijn vaak kort en lijken meer gericht op de jeugd. Maar vanaf deel 7 wordt Franka meer als zelfstandige vrouw geportretteerd en beleeft ze avonturen met ingewikkeldere plotten, die vaak meerdere delen bestrijken. Ook komt er dan meer bloot en bedscènes in de albums voor.
Opvallend zijn de voertuigen, zoals klassieke auto's, boten en vliegtuigen die een rol spelen in de strips, de aandacht voor architectuur en de mate waarin de omgeving klopt met de werkelijkheid.

## Publicatiegeschiedenis
Bedenker Henk Kuijpers begon in 1973, tijdens zijn studie sociologie te werken bij het stripblad Pep. Na enkele korte verhalen tekende hij in dat blad zijn eerste lange verhaal, De Staatsgreep. Dit verhaal zou in eerste instantie het eerste deel worden van de reeks Het Misdaadmuseum. Het verhaal zou echter meerdere malen aangepast worden en uiteindelijk het begin vormen van de serie Franka.
In de eerste versie van het verhaal is Franka nog een naamloze bijfiguur die alleen op de eerste pagina te zien is. De hoofdrollen worden dan nog door vier mannen vertolkt. In opdracht van de redactie wordt het verhaal volledig aangepast om beter aan te sluiten bij het publiek. Het meisje is nu de secretaresse van het museum, krijgt de naam Franka en is op 14 pagina's te zien. Dit verhaal werd oorspronkelijk voorgepubliceerd in Pep in 1974 en 1975.
In 1975 fuseerde Pep met het stripblad Sjors om het blad Eppo te vormen. Omdat Eppo een wat jonger publiek had en een vast hoofdpersonage voor hen begrijpelijker zou zijn werd besloten dat Franka voortaan de hoofdrol zou spelen. Het tweede verhaal werd in dit blad voorgepubliceerd met de naam Het Meesterwerk. Vanaf 1978 verscheen de reeks in albumvorm, met de naam Franka  en het oorspronkelijke eerste verhaal werd deel 1 en hernoemd als Het misdaadmuseum.
Vanaf 1981 verschenen er ook enkele verhalen in het Vlaamse stripblad Robbedoes en een Franstalige versie verscheen in het zusterblad Spirou. Tussen 1981 en 1983 verschenen er vier vervolgverhalen en een kort verhaal in deze stripbladen. Bijhorende uitgeverij Dupuis gaf tussen 1981 en 1983 ook nog drie albums uit in het Frans. De tekenstijl verandert langzaam mee, o.a. doordat het publiek wat ouder wordt. In de eerste delen is de stijl nog wat karikaturaal maar in deel 7 (De Tanden van de Draak) krijgt Franka haar definitieve, volwassen vorm.
Vanaf 1990 verscheen Franka in Veronica Magazine. Veronica had ook weer een ouder publiek en ook dit leidde weer tot een verandering in de verhalen. De verhalen werden daarnaast ook nog steeds voorgepubliceerd in Eppo en haar opvolgers, tot De ogen van de roerganger in 1997. Eppo hield in 1999 op te bestaan. Sinds 1999 geeft Kuijpers de albums zelf uit via zijn bedrijf Franka BV. Ook lanceerde hij in dat jaar Franka Magazine met nieuws over de reeks. Intussen bleef de strip tot 2003 gepubliceerd worden in Veronica Magazine. In 2009 wordt Eppo weer opgestart en Franka wordt er meteen weer in opgenomen met als eerste verhaal De witte godin. Ook verscheen de strip in het blad Myx. Vanaf 2010 geeft uitgeverij BD Must de verhalen ook in het Frans uit.
Uitgeverij Les Humanoïdes associés gaf in 1987 en 2007 drie albums uit in het Frans. Sinds 2014 is Cobolt Forlag begonnen met het uitgeven van gebundelde albums, twee verhalen (met dossier van circa 16 pagina's) in één album. Zowel in Zweden als in Denemarken. Vanaf dan worden door Cobolt ook de nieuwe verhalen in het Zweeds en Deens uitgegeven.

## Personages en locaties

### Franka en haar vrienden
Franka (volledige naam Francesca Victoria)De hoofdpersoon en naamgeefster van de strip is een avontuurlijke en charmante jonge vrouw. Ze woont eerst in Groterdam, maar nadat de stripreeks steeds realistischer wordt, verandert haar woonplaats in Amsterdam. In album 20 De Witte Godin (2009) wordt er meer verteld over haar familie. Haar vader kwam om bij een ongeluk. Franka heeft haar rode haarkleur van hem geërfd. Haar moeder is na de dood van Franka's vader opnieuw getrouwd met autoliefhebber Ben, die na het winnen van een loterij een fraai huis met een grote garage heeft gekocht en van zijn hobby zijn werk kon maken. Franka heeft een goede band met hem. Franka heeft ook een 10 jaar jonger halfzusje, Vianne.
BarsFranka's trouwe metgezel Bars is een kleine witte Engelse buldog, jong uit een nest buldogs (een van de ouders heet ook Bars) van Commissaris Noordenwind. Het eerste optreden van de jonge Bars is het album De Terugkeer van de Noorderzon.
Argos AttakHij neemt in het eerste album het presidentschap van Oceanaqua over. Hij is eerder verjaagd door dictator Orca. Gedurende het eerste album smeedt hij een plan om de macht terug te grijpen. Argus is een aardige en goede president voor zijn land.
FuroraZij is een waarzegster die op een woonboot woont. Hoewel goudeerlijk tegen mensen die het verdienen, is ze uiterst bedreven in social engineering en het oplichten van mensen. Haar eerste optreden is in album Het Meesterwerk, waar Franka door Furora gered wordt nadat ze in de gracht is gereden door de butler van Gravin de Weelde. Furora heeft een zus en vuurspuwer genaamd Fanny.
Jarko JansenMedewerker van het Misdaadmuseum. Beetje onhandige jongen, die in latere albums vooral gestoord wordt door Franka waarna zijn vriendin Katja boos wegloopt. Het personage debuteerde in het eerste album zelfs voor het titelpersonage.
Commissaris NoordenwindOud-commissaris van de politie, tevens medewerker van het Misdaadmuseum. Hij debuteerde in het eerste verhaal.
Philip FactotumConservator en bibliothecaris van het Misdaadmuseum. Stereotiep verstrooid en naar eigen zeggen 'een weinig verziend en licht bijziend, en wat wazig op de middenafstanden'. Eerste optreden: het Misdaadmuseum.
Laura LavaFrans modeontwerpster. Eerste optreden: De Saboteur, een kort verhaal in het album Het Monster van de Moerplaat, waarin ze het vriendinnetje van Hendrik Ido Ambacht speelt, maar later zijn sportschool in brand steekt als wraak voor het vernietigen van haar modeboetieks. In het album Moordende Concurrentie speelt ze een hoofdrol als Franka haar helpt beroemd te worden.
Gravin de WeeldeGravin wonende op het landgoed de Weelde nabij Luttel. Eerste optreden: Het Meesterwerk
Rix / Riks / Risico éénRiks is 's werelds meest gezochte kunstdief en wordt daardoor door musea Risico één genoemd, hij publiceert onder de naam Rix om meer op te vallen. In het album Het Portugese Goudschip moet Franka Rix observeren, maar wordt verliefd op hem. Als Rix erachter komt dat Franka hem observeert, vermoordt hij haar bijna, maar later worden ze toch een stel. In het zwaard van Iskander, nummer 19, komt Rix om het leven en blijkt dat hun relatie niet meer zo stabiel was. Eerste optreden: Het Portugese Goudschip.

### Vijanden
In al haar verhalen maakt Franka een groot aantal vijanden. De belangrijkste zijn:
Madame MaudeFrankrijks grote modeontwerpster, van wie gefluisterd wordt dat ze al jaren geen eigen ontwerpen meer maakt, maar ze voor een habbekrats overneemt van jonge ontwerpers zoals Laura Lava. Dit blijkt waarheid en Maude doet meerdere pogingen Lava's ontwerpen over te nemen. Eerste optreden: Moordende Concurrentie
Uschi UndsoweiterKunstenares die in De Blauwe Venus een toestel, vermomd als kunstwerk, ontwerpt om het doek De Blauwe Venus van Matisse te stelen. Eerste optreden: De Blauwe Venus. Vanaf Het zwaard van Iskander is zij geen vijand meer en werkt ze als assistente van Laura Lava.
Lina MarcopolisLina is de weduwe en erfgename van de schatrijke reder Midas Marcopolis. Ze is een vals en verwend kreng en bedriegt Midas met de Noorderzon. Om haar bedrog verborgen te houden wil ze iedereen uit de weg ruimen die ermee te maken heeft gehad.
Frits, Freek en Frikko FalegierFrikko is de vader van Frits en Freek. Frikko heeft een zaak in antieke wapens op de Lagerwal 13 in Groterdam, die in het eerste album opgerold wordt omdat zijn zaak als dekmantel voor de illegale wapenhandel "Cash & Kill" fungeert. Freek en Frits Falegier worden later door Lina Marcopolis ingehuurd om Franka uit de weg te ruimen. Freek gooit een brandbom in Franka's huis in het album De Terugkeer van de Noorderzon

### Locaties
GroterdamDit was de plaats waar Franka woonde voor haar huis door de gebroeders Falegier in brand werd gestoken. Het is een pseudoniem voor Amsterdam. Vanaf De Tanden van de Draak worden plaatsen die nog niet in een eerder album genoemd zijn met hun werkelijke naam genoemd, maar Amsterdam wordt pas in De Vlucht van de Atlantis genoemd.
Luttel en MiddelHet landgoed de Weelde van Gravin de Weelde staat in Luttel. Luttel ligt vlak bij Middel. Beide dorpen liggen in de Achterhoek, aan de spoorlijn Zutphen-Winterswijk.
OceanaquaDit is een kleine republiek in de Stille Oceaan. In Het Misdaadmuseum neemt Argos Attak het presidentschap over.
MotokMotok ligt op het eiland Amak en is de corruptste plaats in de Stille Zuidzee. Motok wordt geleid door de corrupte politiechef Marcos.

## Albums
Hoewel de albums uit de serie een samenhangend geheel vormen, waarin veel naar voorgaande delen wordt verwezen, kunnen de verhalen ook los van elkaar worden gelezen. Deze verhalen werden eerst door Oberon, vervolgens (vanaf album 9) door Big Balloon en tegenwoordig (vanaf album 16) door Franka BV uitgegeven.

### Hoofdreeks
1. Het Misdaadmuseum (1978)
2. Het Meesterwerk (1978)
3. De Terugkeer van de Noorderzon (1978)
4. De Wraak van het Vrachtschip (1979)
  - De Terugkeer van de Noorderzon en De Wraak van het Vrachtschip vormen samen één verhaal: Het geheim van het spookschip
5. Circus Santekraam (1981)
  - Bevat ook het verhaal Dierendag
6. Het Monster van de Moerplaat (1982)
  - Bevat ook de verhalen De Pyromaan en De Saboteur
7. De Tanden van de Draak (1984)
8. De Ondergang van de Donderdraak (1986)
  - De Tanden van de Draak en De Ondergang van de Donderdraak vormen samen één verhaal.
9. Moordende Concurrentie (1990)
10. Gangsterfilm (1992)
11. De Vlucht van de Atlantis (1993)
12. De Blauwe Venus (1994)
13. De Dertiende Letter (1995)
14. Het Portugese Goudschip (1996)
15. De Ogen van de Roerganger (1997)
  - Het Portugese Goudschip en De Ogen van de Roerganger vormen samen één verhaal.
16. Succes verzekerd (1999)
17. Eigen risico (2001)
  - Succes verzekerd en Eigen risico vormen samen één verhaal.
18. Kidnap (2004)
19. Het zwaard van Iskander (2006)
20. De Witte Godin (2009)
21. Het Zilveren Vuur (2010)
  - Het zwaard van Iskander, De Witte Godin en Het Zilveren Vuur vormen samen het verhaal De Reis van de Ishtar.
22. Onderwereld (2012)
23. Geheim 1948 (2016)
24. Operatie Roofmoord (2019)
  - Geheim 1948 en Operatie Roofmoord vormen samen één verhaal.
25. Gratis Goud (2021)
26. Klifhanger (2024)

### Buiten de reeks
- The Cadillac Club (1988)
- Het geheim van de archiefkast (1989)
- Technicolor Widescreen (1990)
- Harley Collection (1998)
- Kerstkaarten (2000)
- Overschakelen (2000)
- Aquarellen (2000)
  - Kerstkaarten, Overschakelen en Aquarellen verschenen in de kill them pirates-editie bij uitgeverij Franka  als reactie op piratenuitgaves van Franka-objecten nadat een aantal tekeningen van Henk Kuijpers gestolen is
- Felle Flitsen (2002) - een uitgave voor de stripboekenweek, uitgegeven door uitgeverij Silvester te 's-Hertogenbosch
- Chroom (2014) - verzameling met The Cadillac Club en Harley Collection
- Franka Breda stripfestival 2024 (2024) - speciale uitgave ter gelegenheid van het Stripfestival Breda
- 50 jaar Franka (2024) - vier-pagina omslag, 50 platen en 8 pagina’s full color dossier
- Het halssnoer (onbekend) - voorstudie voor Moordende Concurrentie, verscheen wekelijks in Veronica Magazine

## Trivia
- In veel van de reclames die Henk Kuijpers heeft gemaakt, is een speciale rol voor Franka verwerkt.
- In veel van de verhalen van Franka figureren de Amsterdamse trams.
- In 1985 werd er in Eppo een 1 aprilgrap geplaatst die suggereerde dat Steven Spielberg De Tanden van de Draak zou gaan verfilmen.
- Vlak voor publicatie van De Ondergang van de Donderdraak verscheen er een zogenaamde advertentie waarin Franka elke Chinese vervalsing in omloop uit de handel probeerde te nemen.
- Tegelijkertijd met De Tanden van de Draak begon Henk Kuijpers aan Moordende Concurrentie, dat pas in het najaar van 1989 in Sjors & Sjimmie werd voorgepubliceerd. Als hernieuwde kennismaking met Laura Lava werd De Saboteur opnieuw geplaatst.

## Cameo's
- In de Eppo-gag uit nr. 10 van 1982 maakt Franka haar opwachting als een van de stamgasten in het biljartcafé. Onder het genot van een pilsje luistert ze naar wat haar collega Agent 327 heeft te vertellen. In een andere Eppo-gag figureert Franka als tekenmodel.
- In Eppo 22-2009 wordt Franka, samen met Agent 327 en Leonardo, opgesteld als een van de verdachten die Elsje op brute wijze van haar Eppo heeft beroofd.